# کوره (اوز)
کوره، شهری از توابع شهرستان اوز در استان فارس ایران است. مردم کوره لارستانی (اچمی) هستند و به زبان لارستانی (اَچُمی) و لهجه‌ی کوره‌ای سخن می‌گویند. دین مردم شهر کوره اسلام، اهل سنت و جماعت، شافعی است.
این شهر دارای قلعه‌های تاریخی، دریاچه آبگرم و دریاچه است.

## جمعیت
بر اساس سرشماری نفوس و مسکن سال ۱۳۹۵، جمعیت کوره ۲۷۰۶ نفر شامل ۱۳۸۷ مرد و ۱۳۱۹ زن بوده‌است که ۷۴۸ خانوار را شکل داده‌است.